# Euclide Silvestri
Euclide Carlo Giovanni Francesco Maria Silvestri (Cuneo, 19 novembre 1876 – Torino, 7 giugno 1954) è stato un ingegnere e politico italiano.

## Biografia
Subito dopo la laurea in ingegneria conseguita al Politecnico di Torino, iniziò qui la carriera universitaria con la nomina, nel 1900, ad assistente incaricato di idraulica fino al conseguimento dell'ordinariato, nel 1931, in questa stessa disciplina, assumendo la cattedra che fu di Scipione Cappa. Assunse quindi pure la direzione dell'annesso Laboratorio di Idraulica, fondato da Prospero Richelmy nel 1869.    
A partire dal 1910, si è occupato di varie opere civili e industriali del torinese, fra cui alcuni progetti riguardanti il Canale Cavour e la costruzione di alcune centrali idroelettriche prestando consulenza alla Società Ansaldo per la sede di Torino; presiedette pure alcuni consorzi irrigui, quindi fu consigliere d'amministrazione delle società Terni e Finsider, nonché presidente della società Cogne. 
Vice-podestà di Torino dal 1930 al 1935 (nonché presidente del Torino F.C. nella stagione 1934-35), potenziò il sistema idroelettrico municipalizzato della città. Senatore dal 1939, decadde con sentenza dell'Alta Corte di Giustizia per le Sanzioni contro il Fascismo del 25 luglio 1945. Allontanato – nello stesso anno – pure dalla cattedra universitaria da parte della Commissione provinciale per l'epurazione del Politecnico di Torino, nel 1946 venne prosciolto, da tutti gli addebiti contestatigli, per sentenza della Commissione di primo grado di Roma, quindi riammesso all'insegnamento universitario alla propria cattedra, che tenne per pochi altri anni, dopodiché andò in quiescenza. Nel 1952, il Politecnico di Torino gli conferì una medaglia d'oro in ricordo delle sue benemerenze per la scuola d'ingegneria.

## Opere principali
- Esercitazioni di idraulica, Tip. C. Pasta, Torino, 1910.
- Lezioni di idraulica pratica, a cura dell'Ing. M. Ingaramo, Tip. L. Avalle, Torino, 1911.
- Lezioni sui motori idraulici, a cura dell'Ing. G. Quaglia, Tip. L Avalle, Torino, 1911 (con successive edizioni).
- Lezioni di pompe idrauliche, a cura dell'Ing. M. Ingaramo, Tip. L. Avalle, Torino, 1912 (con successive edizioni).
- Foronomia e misura della portata dei corsi d'acqua, Tip. L. Avalle, Torino, 1913.
- Corso di idraulica, a cura dell'Ing. C. Agostinelli, Perotti, Torino, 1919.
- Compendio sui motori idraulici, a cura dell'Ing. C. Agostinelli, Perotti, 1920.
- Lezioni di idraulica teorica e pratica, a cura dell'Ing. M. Ingaramo, Tip. L. Avalle, Torino, 1921.